# Pelargonium klinghardtense
Pelargonium klinghardtense gehört zur Gattung Pelargonium innerhalb der  Familie der Storchschnabelgewächse (Geraniaceae).

## Beschreibung

### Vegetative Merkmale
Die Art wächst mit einem dicken, sukkulenten, glauk-grünen bis gelblich grünen und verzweigten Stamm und erreicht Wuchshöhen von bis zu 60 Zentimeter. Die sukkulenten und abfallenden Blätter sind glauk-hellgrün gefärbt und an ihrer Basis in den Stiel übergehend. Die Spreite ist verkehrt eiförmig-spatelig geformt.

### Generative Merkmale
Der Blütenstand ist in mehrere Teilblütenstände verzweigt. Diese tragen jeweils 2 bis 4 Einzelblüten. Die fünf Kronblätter sind nur wenig länger als die Kelchblätter ausgebildet. Sie sind weiß und haben keine Markierungen. Die oberen zwei Kronblätter sind spatelig geformt mit kurzen Nägeln und aus ihrer Basis heraus plötzlich um mehr als 90° zurückgebogen. Die unteren drei Kronblätter sind schmal verkehrt eiförmig oder spatelig mit kurzen Nägeln geformt und aus ihrer Basis heraus weniger als 90° zurückgebogen. Es sind fünf fertile, unterschiedlich lange Staubblätter vorhanden. Der Pollen ist orange gefärbt.

## Vorkommen
Pelargonium klinghardtense kommt aus dem Süden Namibias und aus der südafrikanischen Provinz Nordkap.

## Taxonomie
Die Erstbeschreibung erfolgte 1922 durch Reinhard Gustav Paul Knuth. Synonyme sind Pelargonium paradoxum Dinter (1923) und Pelargonium jacobii R.A. Dyer (1954).
Sie gehört zur Sektion Otidia (Lindl.) Harv. Sie wird in der Roten Liste der gefährdeten Pflanzenarten Südafrikas als „Least Concern“ = „nicht gefährdet“ bewertet.

## Nachweise